# 塔曼山
塔曼山，舊譯塔滿山，或將日治時期名稱「 Taman-zan」按日語音讀記作多曼山，是臺灣雪山山脈北方支稜的一座山，位於新北市烏來區福山里與桃園市復興區華陵里交界，海拔2127.9公尺，為新北市的最高山，也是台灣百名山之一，山頂立有三等三角點6263號。山區植被為闊葉林、針闊葉混合林至針葉林，屬泰雅族卡奧灣群之傳統領域，今北側山區皆屬插天山自然保留區，西北側部分區域則另劃設為拉拉山自然保護區。山徑原始，多為盤屈的樹根與土石路，沿途林薄蒙翳，巨木與倒木亦多。
塔曼山東北側為南勢溪上游札孔溪發源地，而大漢溪支流卡拉溪（或作拉拉溪）與另一支流三光溪上游的塔曼溪，則分別發源於該山西北側與南側。山脊西北方接連拉拉山、魯培山等山，東南方沿塔曼溪接連玫瑰西魔山、巴博庫魯山等山，其中塔曼山與玫瑰西魔山、巴博庫魯山構成的西北－東南走向稜線，為新北市與桃園市交界線的南端，合稱「塔魔巴」，一些登山者會沿此稜線連走這三座山。